# Генцмер, Харальд
Харальд Генцмер (нем. Harald Genzmer, 9 февраля 1909, Блументаль, Германия — 16 декабря 2007, Мюнхен, Германия) — немецкий академический композитор. Бронзовый медалист Олимпийских игр 1936 года по музыке.

## Биография
Генцмер родился в Блументале, неподалеку от Бремена. С 1928 года брал уроки композиции у Пауля Хиндемита в Берлинской Высшей школе музыки (нем. Hochschule für Music).
С 1938 преподавал в Народной музыкальной школе Берлин-Нойкёльн (нем. Volksmusikschule Berlin-Neukölln). В начале Второй мировой войны служил в армии как кларнетист военного оркестра. Способности Генцмера, как пианиста были замечены руководителем оркестра, и он был назначен пианистом и аккомпаниатором Лазаретных концертов (нем. Lazarettenkonzerte) для раненных офицеров. Некоторое время проживал недалеко от Гармиш-Партенкирхена, где познакомился с Рихардом Штраусом. По окончании войны Генцмеру предложили должность в мюнхенской Высшей школе музыки (нем. München Musikhochschule), что не было одобрено американскими оккупационными силами. С 1946 по 1957 годы преподавал в Фрайбургской Высшей школе музыки, Фрайбург-им-Брайсгау.
С 1957 по 1974 год преподавал в Мюнхенской Высшей школе музыки. Над его фортепиано висела обрамленная вырезка из газеты Süddeutsche Zeitung о премьере 1955 года Симфониетты для струнных, утверждающая, что судьба пьесы — быть забытой. Рядом — вырезка из газеты несколькими годами позже о том, что это произведение является наиболее часто исполняемой композицией для струнного оркестра в Европе.
Среди самых известных учеников Генцмера: Бертольд Хуммель, египетский композитор Гамаль Абдель-Рахим и британский композитор Джон МакКейб.
Композитор умер в Мюнхене 19 декабря 2007 года.

## Произведения

### Для оркестра
- 1942 — Музыка для струнного оркестра[2]
- 1946 — Первое концертино для фортепиано и струнных с флейтой[3]
- 1948 — Концерт для фортепиано с оркестром[2]
- 1950 — Концерт для виолончели и большого оркестра[2]
- 1952 — Концерт для траутониума и большого оркестра
- 1954 — Концерт для флейты с оркестром[4]
- 1955 — Симфониетта для струнных
- 1957 вар. 1970 — Симфония № 1 для полного оркестра
- 1957 — Камерный концерт для гобоя и струнного оркестра[5]
- 1958 — Симфония № 2 для струнных[3]
- 1959 — «Пролог» для оркестра[5]
- 1959 — Konzert für Violine und Orchester.[5]
- 1960 — Divertimento giocoso for two woodwind instruments and string orchestra[5]
- 1963 — Concertino Nr. 2, for piano and strings[3]
- 1963 — 2. Orchesterkonzert
- 1964 — Introduktion und Adagio, for strings
- 1965 — Der Zauberspiegel, ballet-suite for orchestra
- 1965 — Concerto for harp and strings[4]
- 1967 — Concerto for viola and orchestra[3]
- 1967 — Sonatina prima, for strings
- 1970 — Sinfonia da Camera
- 1970 — Konzert, for organ and orchestra
- 1971 — Sonatina seconda, for strings
- 1974 — 3. Konzert, for piano and orchestra
- 1976 — Miniaturen, for strings
- 1977—1978 — Musik für Orchester, after a fragment by Friedrich Hölderlin
- 1978 — Konzert, for percussion instruments and orchestra[3]
- 1979 — Sinfonia per giovani, for large school orchestra
- 1980 — 2. Konzert, for organ and strings
- 1983 — Konzert, for two clarinets and strings
- 1984 — Konzert, for four horns and orchestra
- 1984 — Konzert, for cello, contrabass and strings[2]
- 1985 — Sechs Bagatellen for cello and contrabass Pub. Litolff/Peters Nr.8613
- 1985 — Konzert, for trumpet and strings[6]
- 1985 — 2. Konzert, for trumpet and strings[6]
- 1986 — 3. Sinfonie[6]
- 1987 — Cassation, for strings
- 1990 — Vierte Sinfonie, for large orchestra
- 1996 — Concerto for contrabass and string orchestra[5]
- 1998 — Concertino für Flöte, Oboe (Flöte) und Streichorchester[5]
- 1998 — Concerto for three trumpets and string orchestra[5]
- 1998 — 5. Sinfonie, for large orchestra[7]
- 2002 — 3. Sinfonietta, for string orchestra[2]
- 2. Sinfonietta, for string orchestra
- Concertino, for clarinet and chamber orchestra
- Erstes Concertino, for piano and string orchestra, with obbligato flute
- Festliches Vorspiel, for orchestra
- Kokua, dance suite for large orchestra
  1. Tarantella
  2. Burleske
  3. Kokoa
  4. Dytiramba
- Konzert, for two pianos and orchestra
- Konzert, for two guitars and orchestra
- Konzert, for flute, harp and strings
- Pachelbel-Suite, for orchestra
- Prolog II, for orchestra

### Для оркестра и духовых инструментов
- 1968 — Divertimento for symphonic wind ensemble
- 1969 — Konzert, for cello and winds[6]
- 1974 — Ouvertüre für Uster
- Konzert, for trumpet, winds, harp and percussion
- Parergon zur «Sinfonia per giovani», for saxophone orchestra

### Балет
- 1965 Der Zauberspiegel, ballet — libretto: Hans Stadlmair

### Церковная музыка
- 1962 Jiménez-Kantate, for soprano, mixed chorus and orchestra
- 1969—1970 Mistral-Kantate, for soprano
- 1973 Deutsche Messe, for mixed chorus and organ
- 1975—1976 Oswald von Wolkenstein, cantata for soprano, baritone, mixed chorus and orchestra
- 1978 Kantate (The mystic trumpeter), for soprano (tenor), trumpet and strings
- 1979 Geistliche Kantate, for soprano solo, men’s chorus, organ and percussion
- 1981 Kantate 1981 nach engl. Barockgedichten, for soprano, mixed chorus and orchestra
- Adventsmotette «Das Volk, das im Finstern wandelt»(Jesaja 9), for men’s chorus and organ
- Hymne — zum Fest des St. Antonius von Padua «Der Geist Gottes, des Herrn, ruht auf mir», for men’s chorus

### Произведения для хора
- Drei Chorlieder vom Wein, for men’s chorus
- Lied des Vogelstellers «Der Vogel, der im Fluge ruht», for mixed chorus
- Tropus ad Gloria, for mixed chorus
- Wach auf, wach auf, for mixed chorus
- Zwei geistliche Festsprüche, for men’s chorus and organ
  1. Lobet den Herrn, alle Heiden (Psalm 117)
  2. Lasset das Wort Christi

### Вокальная музыка
- 1961—1963 Fünf Lieder, on texts by Luís de Camões, for baritone and piano

### Произведения для фортепиано
- 1938 1. Sonate.
- 1940 1. Sonatine.[7]
- 1942 2. Sonate.[2]
- 1943 Sonata in D, for piano four-hands
- 1948 Suite for piano[2]
- 1959 3. Sonatine.[7]
- 1960—1962 Préludes
- 1963 Dialoge
- 1965 Studien, for piano four-hands
- 1975 Konzert, for piano and percussion
- 1978 4 Elegien, for piano and percussion
- at least five piano sonatas (sonata 5 published in 1985)[5]

### Произведения для органа
- 1945 Tripartita in F
- 1952 rev. 2000 Konzert (for organ solo)[7]
- 1952 Erste Sonate
- 1956 Zweite Sonate
- 1963 Dritte Sonate
- 1966 Adventskonzert
- 1968 Die Tageszeiten
- 1974 Weihnachtskonzert
- 1974 Konzert, for organ and percussion
- 1981 Fantasie[7]
- 1982 Osterkonzert
- 1983 Pfingstkonzert
- 1980—1981 Impressionen
- 1996—1997 Sinfonisches Konzert : no. 2[7]
- 2002 Präludium, Arie und Finale[5]
- Lento misterioso II
- Triptychon
- Sonata for trumpet and organ (published around 1971)
- Sonata for cello and organ

### Камерные произведения
- 1939 First Sonata for Flute and Piano[8]
- 1941 Sonate für Altblockflöte und Klavier[2]
- 1943 Violin Sonata No. 1
- 1945 Second Sonata (in E minor) for Flute and Piano
- 1947 Trio for flute, viola and harp[4]
- 1949 Streichquartett Nr. 1[7]
- 1949 Violin Sonata No. 2
- 1953 Sonatina for Violine and Piano No. 1[2]
- 1954 Violin Sonata No. 3[6]
- 1955 Second sonata for viola and piano
- 1957 Wind quintet[4]
- 1957 Sonate für viola[2]
- 1967 1. Sonatine für Violoncello und Klavier[7]
- 1973 Sonatine für Viola und Klavier[2]
- 1974 Quartett für Klarinette, Violine, Violoncello und Klavier[5]
- 1978 Capriccio für Marimbaphon[2]
- 1980 Violin Sonata No. 4
- 1981 Sonate für Violoncello Solo[2]
- 1981 Sonatine für Kontrabaß und Klavier[2]
- 1981 Divertimento für Violoncello und Fagott[6]
- 1982 2. Sonatine für Violoncello und Klavier[7]
- 1983 Acht Fantasien für Vibraphon[7]
- 1983—1984, revised 1991 Sonate für violine solo[2]
- 1986 Sonate für Gitarre[2]
- 1988 Trio für Klarinette, Violoncello und Klavier[7]
- 1990 Sonate für Flöte und Harfe[7]
- 1992 Pan : für Querflöte solo oder Altquerflöte in G solo[2]
- 1995 Quintet for Clarinet and Strings
- 1995 Violin Sonata No. 5
- 1995 Sonatina for Violin and Piano No. 2
- 1995 Sonatina for Violin and Piano No. 3
- 1997 Sonate für Klarinette (B♭) und Klavier[7]
- 1999 Fantasie-Sonate: für Flöte und Gitarre[7]
- 2002 Improvisationen für Altblockflöte solo[2]
- Sonatas for cello and piano (first sonata published in 1954, another composed 1963[6])